# Chiropterotriton priscus
Chiropterotriton priscus är en groddjursart som beskrevs av George Bernard Rabb 1956. Chiropterotriton priscus ingår i släktet Chiropterotriton och familjen lunglösa salamandrar. IUCN kategoriserar arten globalt som nära hotad. Inga underarter finns listade i Catalogue of Life.